# Falcatifolium papuanum
Falcatifolium papuanum — вид хвойних рослин родини подокарпових.
Видовий епітет вказує на головне місце зростання о. Нова Гвінея.

## Опис
Дерево 6-22 м висотою, 8-40 см діаметром. Листя знизу сизе. Листки молодих рослин такі ж або менші ніж дорослих. Листки дорослих рослин розміром 10-20 на 2-4 мм. Пилкові шишки 5-13 мм завдовжки і 2-2,5 мм в діаметрі. Покриття насіння яскраво червоного кольору, 7—10 мм довжиною, насіння світло- чи темно-коричневого кольору, довжиною 6-7 мм.

## Поширення, екологія
Країни поширення: Папуа Нова Гвінея. Цей вид локально поширений у гірських дощових лісах (1300—2300 метрів над рівнем моря), де переважають Fagaceae (Nothofagus, Lithocarpus), Myrtaceae, Cunoniaceae, Podocarpaceae. На гірських хребтів вид може досягати пологу лісу, але в більш високому лісі на вологих схилах зазвичай невелике дерево, що не перевищує 15 м у висоту. На відкритих гірських вершин цей вид іноді зводиться до карликового розміру.

## Використання
Дерева цього виду забезпечують хорошу деревину і в даний час вирубуються разом з видами Dacrycarpus, Dacrydium і Phyllocladus, між якими торгівля деревиною не робить різниці. Його відносна рідкість і, як правило, невеликий розмір роблять малоймовірним, що він внесе істотний внесок у цій торгівлі. За винятком кількох зразків в теплицях ботанічних садів цей вид не вирощується.

## Загрози та охорона
Незважаючи на вирубки в деяких районах, вид росте в досить віддалених і незайманих лісових місцях, щоб бути під загрозою зникнення. Цей вид не відомий в охоронних територіях.